# Pierre Vermeren
 (juillet 2024).
L'article doit être relu — et modifié si nécessaire — par des contributeurs indépendants pour apporter un regard critique aux contributions effectuées en violation des conditions d'utilisation de Wikipédia, tant sur la forme (notamment concernant le style encyclopédique, la proportionnalité) que sur le fond (la neutralité de point de vue, la qualité et l'indépendance des sources).
Pierre Vermeren, né le 20 janvier 1966 à Verdun, est un historien français, professeur d'histoire contemporaine à l'université Paris 1 Panthéon-Sorbonne depuis 2012. Il est spécialiste du Maghreb et des sociétés arabo-berbères.

## Biographie

### Formation et débuts dans l'enseignement
Élève au lycée de Stenay (Meuse) puis en khâgne au lycée Henri-Poincaré de Nancy, Pierre Vermeren intègre en 1986 l’École normale supérieure de Fontenay-Saint-Cloud et obtient l’agrégation d'histoire en 1989. Il a vécu neuf années en Égypte, au Maroc et en Tunisie, dont six en tant que professeur d’histoire et géographie économiques en classes préparatoires économiques et commerciales au lycée Descartes de Rabat (1996-2002).
Du 1er novembre 2002 au 31 octobre 2003, il suit le cycle préparatoire au concours interne d'entrée à l'École nationale d'administration. Admis au concours en 2005, il démissionne en début de scolarité.

### Carrière universitaire
Titulaire d'un doctorat d’histoire contemporaine de l’université Paris-VIII en 2000, où il fut moniteur et ATER (1992-1996), il est nommé maître de conférences en histoire contemporaine (2006) puis professeur d’histoire (2012) à l’université de Paris 1 Panthéon-Sorbonne. Depuis cette date, il encadre des thèses sur le monde arabe contemporain.
Il est membre du laboratoire SIRICE (Sorbonne, Identités, Relations Internationales et Civilisations de l'Europe), UMR 8138 Paris1 - Paris4 - CNRS (auparavant membre de l’Institut des mondes africains) et directeur du master professionnel Coopération internationale en Afrique et au Moyen-Orient (CIAMO), qu’il a contribué à fonder à Paris 1 en 2014, et codirecteur de collection « Bibliothèque des pays d'Islam » aux Publications de la Sorbonne.
En 2020-2021, il est affecté en délégation CNRS auprès de l'IRMC (Institut de recherche sur le Maghreb contemporain) à Tunis.

## Engagement contre le «décolonialisme»
En janvier 2021, Pierre Vermeren est co-signataire de l’Appel de l’Observatoire du décolonialisme et des idéologies identitaires, aux côtés de 75 autres universitaires. Depuis, il contribue à l’Observatoire du décolonialisme, dont il est considéré par l'hebdomadaire Le Nouvel Obs comme l'un des principaux animateurs, avec Emmanuelle Hénin et Xavier-Laurent Salvador, président du collectif. Dans Le Figaro, journal où il intervient fréquemment, il déclare le 14 octobre 2024 : « En France, les islamistes veulent maintenir un niveau faible de connaissance à l'école afin de tuer l'esprit critique et le rationalisme des élèves. » En 2025, après l'officialisation du soutien du milliardaire Pierre-Édouard Stérin, proche de l'extrême droite française, à l'Observatoire, la sociologue Nathalie Heinich démissionne de son poste de vice-présidente du conseil scientifique du collectif.

### Polémique sur le «wokisme»
En mars 2025, les Presses universitaires de France décident de suspendre la publication d’un ouvrage collectif intitulé Face à l’obscurantisme woke dont Vermeren est un des trois codirecteurs (avec Hénin et Salvador). Selon le journal Le Figaro, cette suspension a été décidée « après une campagne menée par quelques intellectuels et journalistes » : les questions insistantes de « certains journalistes » auraient incité l’éditeur à déprogrammer l’ouvrage après que, accuse Pierre Vermeren, l’historien Patrick Boucheron a dénoncé sa publication par les PUF. Pour le journal Libération ou le média France Info, la suspension est plutôt liée à l'offensive simultanée menée aux États-Unis par Donald Trump contre la recherche scientifique, au nom de l'anti-wokisme,.
Les PUF annoncent que l'ouvrage sera finalement publié le 30 avril 2025.

## Autres fonctions
Il est directeur de la publication de la revue Outre-Mers éditée par la Société française d'histoire des outre-mers (SFHOM), directeur du conseil scientifique de la Fondation pour la mémoire de la guerre d'Algérie et des combats du Maroc et de Tunisie (FM-GACMT) et président du conseil scientifique de l'association LAIC (Laboratoire d'analyse des idéologies contemporaines).

## Publications

### Ouvrages
- Le Maroc en transition, La Découverte, Paris, 2001 ; Poche, 2002[24]
- La Formation des élites au Maroc et en Tunisie. Des nationalistes aux islamistes, 1920-2000, Recherches, coédité à La Découverte, Paris, 2002 Texte remanié de la thèse de doctorat : « La formation des élites par l'enseignement supérieur moderne au Maroc et en Tunisie au XXe siècle », Paris 8, 2000.
  - Édition marocaine : Maroc, élite et pouvoir, Alizés, Rabat, 2002[25].
- Histoire du Maroc depuis l’indépendance, Repères, La Découverte, Paris, 2002 ; rééd. 2006, 2010, 2016[26].
- Maghreb : la démocratie impossible ? Fayard, Paris, 2004 ; rééd. Poche Pluriel avec postface, Maghreb, aux origines de la révolution démocratique, 2011[27]
- Idées reçues sur le Maroc, Le Cavalier bleu Éditions, Paris, 2007 ; rééd. 2010
- Le Maroc de Mohammed VI, la transition inachevée, La Découverte, Paris, 2009 ; Poche 2011[28].
- Idées reçues sur le Maghreb, Le Cavalier bleu Éditions, Paris, 2010
- Misère de l’historiographie du « Maghreb » postcolonial (1962-2012), Publications de la Sorbonne, Paris, 2012[29]
- Le Choc des décolonisations, de la guerre d'Algérie aux printemps arabes, Odile Jacob, Paris, novembre 2015. Réed. Poche Odile Jacob, 2023[30].
- La France en terre d'islam. Empire colonial et religions, XIXe – XXe siècles, Belin, coll. « Histoire », Paris, 2016 ; Texto Tallandier, 2020[31].
- La France qui déclasse. Les Gilets jaunes, une jacquerie au XXIe siècle, Tallandier, Paris, mai 2019  (ISBN 979-1021039360)
  - La France qui déclasse : de la désindustrialisation à la crise sanitaire, Texto, 2022
- Déni français : notre histoire secrète des liaisons franco-arabes, Albin Michel, Paris, 2019  (ISBN 9782226397881)[32]
- On a cassé la République, 150 ans d'histoire de la nation, Tallandier, Paris, septembre 2020  (ISBN 979-1021045767)[33]
- L'Impasse de la métropolisation, Gallimard, Paris, avril 2021
- Histoire de l’Algérie contemporaine, Nouveau Monde éditions, Paris, juin 2022
- Le Maroc en 100 questions, un royaume de paradoxes, Tallandier, Paris, 2020 ; édition complétée et actualisée, Texto, 2024.

### Ouvrages en collaboration
- Histoire du Moyen-Orient de l'empire ottoman à nos jours. Au-delà de la question d'Orient, avec Olivier Bouquet et Philippe Pétriat, aux éditions de la Sorbonne, coll. « Libres cours », Paris, 2016  (ISBN 2-85944-970-1)
- Dissidents du Maghreb, depuis les indépendances, Khadija Mohsen-Finan et Pierre Vermeren, Belin Histoire, Paris, octobre 2018  (ISBN 978-2-410-00534-9)
- Les Frères musulmans à l'épreuve du pouvoir. Égypte, Tunisie (2011-2021), Sarah Ben Nefissa et Pierre Vermeren (dir.), Odile Jacob, Paris, 2024.
- Face à l'obscurantisme woke, Emmanuelle Hénin, Xavier-Laurent Salvador, Pierre Vermeren, P.U.F, Paris, 2025.

### Ouvrages collectifs (direction ou codirection)
- Idées reçues sur le Monde arabe (dir.), Le Cavalier bleu, Paris, 2012
- Autour des morts de guerre (sous la dir. de Raphaëlle Branche, Nadine Picaudou et Pierre Vermeren), Publications de la Sorbonne, Paris, 2013
- Une histoire du Proche-Orient au temps présent. Études en hommage à Nadine Picaudou (sous la dir. de Philippe Pétriat et Pierre Vermeren), Publications de la Sorbonne, Paris, 2015
- La Promesse du printemps, Tunisie, 2011-2017, édition complétée en France et préfacée du livre de Aziz Krichen, éditions de la Sorbonne, coll. « Aux quatre vents », Paris, 2018  (ISBN 979-10-351-0059-9)[34]
- Politique et confréries au Maghreb et en Afrique de l'Ouest (éditeurs invités Odile Moreau et Pierre Vermeren), vol. 7, éditions Claire Maisonneuve, coll. « Journal d'histoire du soufisme », 2018, 232 p. (ISBN 978-2-7200-1221-1, présentation en ligne)[35].
- Comment peut-on être Berbère? Amnésie, renaissance, soulèvements (dir.), Riveneuve, Paris, 2022, 419 p.  (ISBN 978-2-36013-645-2)[36].
- Le Monde arabe et la Seconde Guerre mondiale. Guerre, société, mémoire. Histoires en partage en Afrique du Nord et au Moyen-Orient, (dir.) coauteurs : Julie D' Andurain, Alya Aglan, Fayçal Chérif, Mohamed Lazhar Gharbi, Hedi Jellab et Pierre Vermeren, tome 1, Hémisphères, Paris, 8 décembre 2022, 384 p.
- La guerre de près et de loin, XXe – XXIe siècles, édité par Alya Aglan, Yann Richard, Pierre Vermeren (dir), Éditions de la Sorbonne, Paris, 2023, 272 p.
- L'Empire colonial français en Afrique - Capes Histoire-Géographie. Métropole et colonies, sociétés coloniales, de la conférence de Berlin (1884-85) aux Accords d'Évian, Pierre Vermeren (dir.), Paris, Armand Colin, 2023, 268 p.,  (ISBN 978-2200636487)[37].
- Qui a sauvé des Harkis? Témoignages et matériaux sur une histoire méconnue (dir.), Riveneuve - Fondation pour la Mémoire de la guerre d'Algérie et des combats du Maroc et de Tunisie, Paris, 2024.
- Économie politique de la Tunisie et du Maghreb. Les défis de la mondialisation. Années 1980-années 2020 (dir.), IRMC et Hémisphères Éditions, Paris, 2024, 240p.
- Des Empires disputés. Le monde arabe et la Seconde Guerre Mondiale, (dir.) coauteurs: Alya Aglan et Mohamed Lazhar Gharbi, tome 2, Hémisphères, Paris, août 2024, 295 p.